# Arne Munch-Petersen
Arne Munch-Petersen (født 30. september 1904 på Frederiksberg, død 12. november 1940 i Butyrka fængslet i Moskva) var en kommunistisk dansk politiker, der blev arresteret og døde under Stalins udrensninger, hvilket Danmarks Kommunistiske Parti imidlertid holdt skjult for offentligheden. Han var medlem af DKP fra 1925 og repræsenterede partiet i Folketinget i 1932 til 1935, hvorefter han i januar 1936 blev DKP's repræsentant i Komintern.
Munch-Petersens forældre var juraprofessor Hans Munch-Petersen og dennes østrigske hustru Lina Johanna, født Mandl. Han gik på Metropolitanskolen og tilhørte samme årgang som to andre senere prominente kommunister: Mogens Fog og Otto Melchior. Fra 1935 til sin død var Munch-Petersen gift med Elna Hiort-Lorenzen.
Arne Munch-Petersens skæbne var ukendt for den danske offentlighed indtil historikeren og Land og Folk-korrespondenten Kurt Jacobsen fandt information om Munch-Petersen i de sovjetiske arkiver i 1989.
På baggrund af grundløse anklager om delagtighed i en trotskistisk sammensværgelse havde NKVD i 1937 arresteret Munch-Petersen og fængslet ham i isolation. 
Han døde i 1940 af kronisk tuberkulose. Det kom siden hen frem, at DKP's daværende formand Aksel Larsen ikke kun vidste, hvad der var sket med Munch-Petersen, men også havde løjet for hans kone om partikammeratens skæbne med det resultat, at Elna Hiort-Lorenzen i mange år forgæves forsøgte at genfinde sin mand.
Den danske politiker og tidl. DKP formand Ole Sohn har skrevet biografien Fra Folketinget til celle 290 om Munch-Petersens skæbne.